# László Ranga
László Ranga, dit Laci, né en 1957 à Budapest et décédé le 16 juin 2001 de longue maladie, était un ancien pilote de rallye hongrois.

## Biographie
Il débuta comme navigateur en 1976, puis passa derrière le volant en 1982 en compétition.
Ce pilote a remporté six fois le titre national de champion de rallyes de son pays.
Il est devancé par ses compatriotes Attila Ferjáncz (neuf titres officiels - en 1976 (2e édition), 1977, 1978, 1979, 1980, 1981, 1982, 1985 et 1990) et János Tóth (sept titres - 1995, 1996, 1997, 2000, 2001, 2002 et 2005).
En Championnat d'Europe des rallyes, il a obtenu un podium en 1994 (au rallye de Saint-Marin), ainsi qu'une victoire ultérieure.
De 1990 à 1997, Ernő Büki a été son principal copilote (dernière saison avec participation en ERC, sur Subaru Impreza 555, du MOL Rally Team), s'étant succédé à ses côtés Ottó Berger, Árpád Kurcz, Mihály Dudás, et enfin E.Büki.
Ses deux fils, Nate et Peter, participent également parfois à des compétitions nationales.

## Palmarès

### Titres
- Sextuple Champion de Hongrie des rallyes: en 1987, 1988, 1991, 1992, 1993 et 1994:
  - 1987: avec Mihály Dudás, sur Lada VFTS du team Pannon Volán SC;
  - 1988: avec Mihály Dudás, sur Audi Quattro du team Novotrade-Navigátor;
  - 1991 à 1994: avec Ernő Büki, sur Lancia Delta Intégrale du team MHB Rallye Team (2 fois), puis du team Marlboro Rallye (2 autres fois).
- L.Ranga a également été Champion de courses de côte de son pays.

### Victoires notables
- Rallye Mecsek de Hongrie à 8 reprises: 1984, 1986, 1987, 1990, 1991, 1992, 1994, et 1996 (Attila Ferjáncz en a été 12 fois vainqueur).